# Fardis
Fardis (persisch فردیس) ist die Hauptstadt des Verwaltungsbezirks Fardis in der iranischen Provinz Alborz. 2016 hatte die Stadt über 181.000 Einwohner.

## Geografie
Die Stadt liegt im südöstlichen Teil von Alborz, südlich des Elburs-Gebirge, südlich von Karadsch, der Provinzhauptstadt. Die Höhe beträgt 1276 Meter über dem Meeresspiegel.

## Geschichte
Die Stadt entstand 2013 aus Teilen von Karadsch.

## Klima
Das Klimaklassifizierungssystem von Köppen-Geiger klassifiziert das Klima als semiarides Klima (BSk).